# Rocky Boy West
Rocky Boy West – jednostka osadnicza w Stanach Zjednoczonych, w stanie Montana, w hrabstwie Chouteau.